# Октоподови
Октоподовите (Octopodidae) са семейство главоноги от разред Октоподи (Octopoda).
Таксонът е описан за пръв път от Алсид д'Орбини през 1839 година.

## Родове
- Abdopus Norman & Finn, 2001
- Ameloctopus Norman, 1992
- Amphioctopus P. Fischer, 1882
- Callistoctopus Taki, 1964
- Cistopus Gray, 1849
- Eledone Lamarck, 1789[ – Рогови октоподи
- Euaxoctopus Voss, 1971
- Galeoctopus Norman, Boucher & Hochberg, 2004
- Grimpella Robson, 1928
- Hapalochlaena Robson, 1929 – Синьопръстенни октоподи
- Histoctopus Norman, Boucher-Rodoni & Hochberg, 2009
- Lepidoctopus Haimovici & Sales, 2019
- Macrochlaena Robson, 1929
- Macroctopus Robson, 1928
- Macrotritopus Grimpe, 1922
- Octopus Cuvier, 1798 – Същински октоподи
- Paroctopus Naef, 1923
- Pinnoctopus d'Orbigny, 1845
- Pteroctopus P. Fischer, 1882
- Robsonella Adam, 1938
- Scaeurgus Troschel, 1857
- Teretoctopus Robson, 1929
- Thaumoctopus Norman & Hochberg, 2005
- Wunderpus Hochberg, Norman & Finn, 2006